# Rancaekek Wetan
Rancaekek Wetan is een bestuurslaag in het regentschap Bandung van de provincie West-Java, Indonesië. Rancaekek Wetan telt 42.579 inwoners (volkstelling 2010).